# Étienne Achille Réveil
Étienne Achille Réveil né le 22 décembre 1800 à Paris où il est mort le 15 janvier 1876, est un dessinateur et graveur français.

## Biographie
Étienne Achille Reveil naît le 22 décembre 1800 (1er nivôse an 9) dans l'ancien 11e arrondissement de Paris.
Élève de Gros, Girodet et Abel de Pujol, Reveil présente ses premiers travaux au Salon de Paris en 1824, où il expose trois gravures au trait. Il habite alors au 38 rue de l'Odéon. Il expose au Salon régulièrement jusqu'en 1831, année où il présente une série d'eaux-fortes appartenant au recueil de la collection publié par les éditions Audot (Paris), intitulé Musée de peinture et de sculpture. Ce travail, colossal, se présente en seize volumes, et comprend la traduction de dessins en gravures de plusieurs centaines d'œuvres réparties dans les plus beaux musées d'Europe, accompagnés de notices rédigées par Jean Duchesne (1779-1855). 

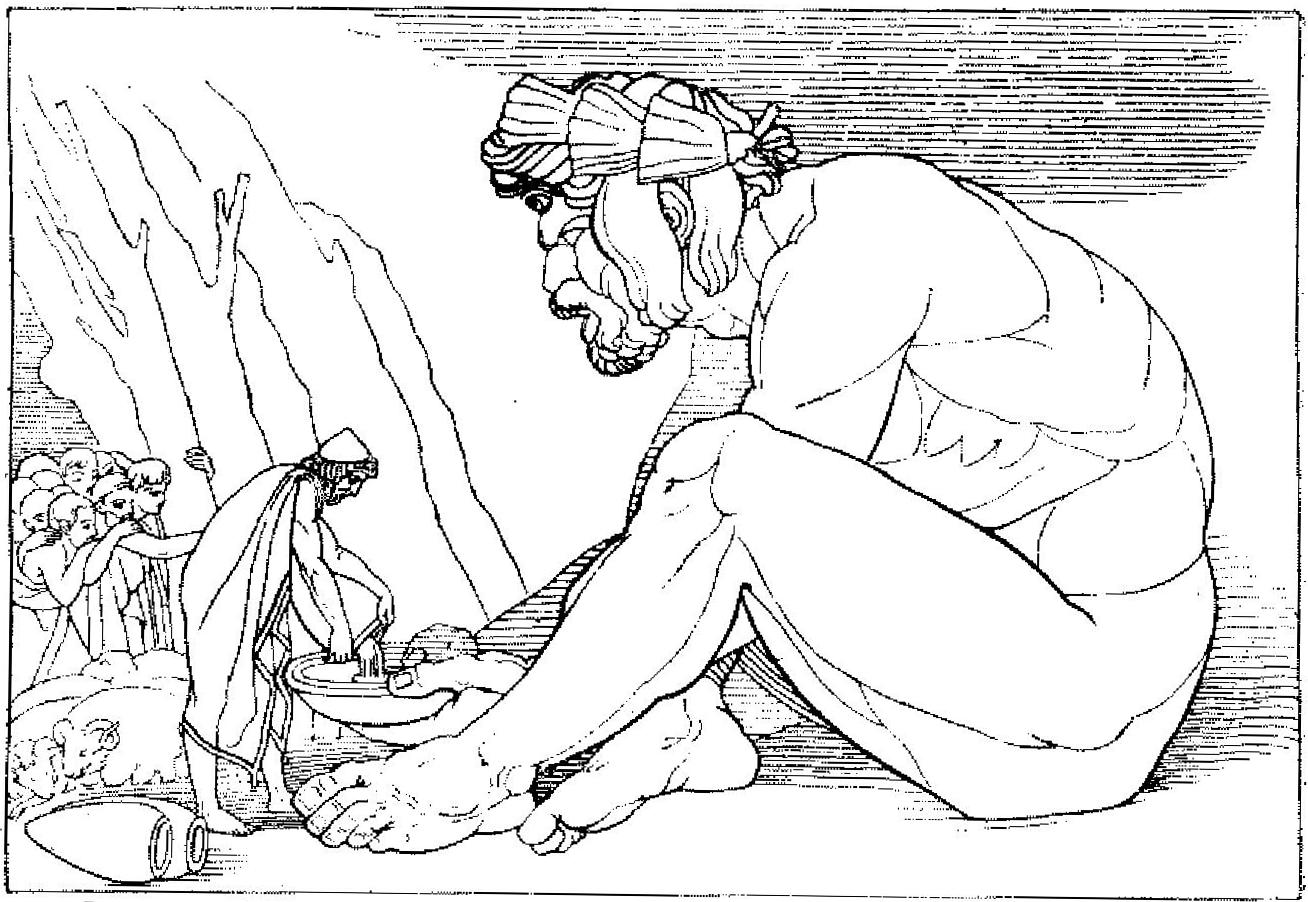
Gravure destinée à l'ouvrage Odysseus illustré par John Flaxman (Londres, 1834).

Réveil collabore à d'autres recueils, collectifs cette fois, entre autres ceux de la Galerie des arts et de l'histoire (publié par Hivert en 1836), les Annales du Musée et de l’École moderne des beaux arts et celui du Musée de Versailles (1837). Il interprète aussi le travail de contemporains comme Antonio Canova, John Flaxman et Ingres.
Étienne Achille Reveil meurt à son domicile rue Servandoni dans le 6e arrondissement de Paris à l'âge de 75 ans. Veuf de Jeanne Jugla, décédée en avril 1844, il était marié depuis mai 1863 avec Eugénie Bonnin.